# لعازاريون
اللَّعازاريّون (ويطلق عليهم كذلك لقب الفنسانيين) رهبنة كاثوليكية أنشأها في باريس عام 1625م القديس فنسان دو بول، وهي تُعْنَى بالتعليم في المقام الأول.
هو مجتمع كاثوليكي للحياة الرسولية ذو الحق البابوي للرجال أسسه فنسنت دي بول . وهي مرتبطة بعائلة فنسنتيان ، وهو اتحاد فضفاض من المنظمات التي تنظر إلى سانت فنسنت دي بول باعتباره مؤسسها أو راعيها.

## التاريخ
يعود أصل الجماعة إلى المهمة الناجحة التي قام بها فنسنت دي بول وخمسة كهنة آخرين في عقارات عائلة جوندي إلى عامة الناس . يعود تاريخه مباشرة إلى عام 1624، عندما حصل المجتمع الصغير على مستوطنة دائمة في كلية des Bons Enfants في باريس ، والتي أصبحت فيما بعد مدرسة لاهوتية تحت اسم St. Firmin . كانت المهام الأولى للفينسينتيين في ضواحي باريس وفي بيكاردي وشامبانيا.  تم الحصول على الاعتراف بالأسقفية في عام 1626. وبموجب مرسوم بابوي في 12 يناير 1633، تم تشكيل الجمعية جماعة، برئاسة فنسنت دي بول . في نفس الوقت تقريبًا، سلمت شرائع القديس فيكتور العادية إلى المصلين دير القديس لازار (المعروف سابقًا باسم بيت لازار أو مستشفى الجذام) في باريس، مما أدى إلى أن يُعرف أعضاؤه باسم "اللازاريين" .
وفي غضون سنوات قليلة، استحوذ أهل فينسينت على منزل آخر في باريس وأنشأوا مؤسسات أخرى في جميع أنحاء فرنسا؛ كما تم إرسال بعثات إلى إيطاليا (1638)، وتونس (1643)، والجزائر وأيرلندا (1646)، ومدغشقر (1648)، وبولندا (1651)، وتركيا (1783). أكد ثور الإسكندر السابع في أبريل 1655 المجتمع بشكل أكبر. وأعقب ذلك موجز في سبتمبر من نفس العام ينظم دستورها. تم نشر القواعد التي تم تبنيها بعد ذلك، والتي تم صياغتها على غرار تلك الخاصة باليسوعيين وكانت أهدافها الخاصة هي التعليم الديني للفقراء، وتدريب رجال الدين، والإرساليات الأجنبية.
عشية الثورة الفرنسية ، تم نهب القديس لازار من قبل الغوغاء وتم قمع المصلين فيما بعد. أعادها نابليون عام 1804 بناءً على رغبة البابا بيوس السابع ، وألغاها عام 1809 نتيجة خلاف مع البابا، ثم أعيد ترميمها مرة أخرى عام 1816. وتم طرد أهل فينسنت من إيطاليا عام 1871 ومن ألمانيا عام 1873.
كانت مقاطعة فنسنت في بولندا مزدهرة بشكل فريد. وفي تاريخ قمعها عام 1796 كانت تمتلك خمسة وثلاثين مؤسسة. سُمح للمجمع الإرسالي بالعودة عام 1816 حيث كان نشطًا للغاية. كان لها إرسالية في مدغشقر من عام 1648 حتى عام 1674. وفي عام 1783، تم تعيين الفنسنتيين ليحلوا محل اليسوعيين في البعثات المشرقية والصينية؛ وفي عام 1874 بلغ عدد مؤسساتهم في جميع أنحاء الإمبراطورية العثمانية ستة عشر. بالإضافة إلى ذلك، أنشأوا بعثات في بلاد فارس والحبشة والمكسيك وجمهوريات أمريكا الجنوبية والبرتغال وإسبانيا وروسيا ، والتي تم قمع بعضها لاحقًا . وفي نفس العام كان لديهم أربعة عشر مؤسسة في الولايات المتحدة الأمريكية .

## منظمة القديس فينسنت دي بول
المقالة الاساسية منظمة القديس فينسنت دي بول
هي منظمة تطوعية عالمية في الكنيسة الكاثوليكية، تأسست عام 1844 مكرِّسَة أعضاؤها لخدمة الفقراء. وقد سميت تيمنًا بالقس فنسنت دي بول.

## الجامعات التي تديرها الجماعة
تدير الجماعة الدينية مؤسسات التعليم العالي التالية:
- جامعة أدامسون (الفلبين)
- جامعة ديبول (الولايات المتحدة)
- كلية فيسينتينا، كوريتيبا (البرازيل)
- جامعة سانت جون – نيويورك الولايات المتحدة الأمريكية

المؤسسات التي كانت تديرها الجماعة سابقاً:
- كلية أول هالوز ، دبلن (أيرلندا)
- الكلية الأيرلندية في باريس (فرنسا)، التي أدارها الفينسنتيون من عام 1858 حتى عام 1939.
- كلية سانت باتريك، درومكوندرا ، دبلن (أيرلندا)
- جامعة سانت ماري ، تويكنهام (المملكة المتحدة)
- جامعة دالاس (الولايات المتحدة)
- كلية سانت فنسنت، سلف جامعة لويولا ماريماونت ؛ الجامعة الحالية هي خليفة أول مؤسسة للتعليم العالي في جنوب كاليفورنيا، كلية سانت فنسنت. تم تكليف الآباء المنصوريين من قبل الأسقف ثاديوس أمات إي بروسي لتأسيس هذا للأولاد في لوس أنجلوس.

## المدراس التي تديرها الجماعة
يدير آباء فنسنت أيضًا عددًا من المدارس الثانوية، أبرزها في دبلن، أيرلندا، حيث تكون الجماعة مسؤولة عن اثنتين من هذه المؤسسات.
- كلية كاسلنوك ، دبلن، أيرلندا
- كلية سانت بول، راهيني ، دبلن، أيرلندا
- كوليجيو ساو فيسنتي دي باولو، ريو دي جانيرو ، البرازيل
- كلية سانت ستانيسلاوس (باثورست) ، نيو ساوث ويلز، أستراليا
- Österreichisches Sankt Georgs-Kolleg ، اسطنبول، تركيا
- Liceum Ogólnokształcące w Centrum Edukacyjnym "Radosna Nowina 2000" ، بيكاري، بولندا

## المدارس في الشرق الاوسط
دخل الآباء اللعازريون الشرق الأوسط سنة ١٧٨٣ بأمر من قداسة البابا بيوس السادس. وهم منذ ذلك الحين يتابعون رسالة مؤسسهم في التبشير بالإنجيل وخدمة الفقراء وتنميتهم تنمية شاملة. ولهم:

### مدارس في دمشق (سوريا)
تقع في وسط باب توما.

### مدارس في الإسكندرية (مصر)
وصل الفوج الأول منهم إلى الإسكندرية في 28 يناير سنة 1844م فأصبح لهم ديران ومدرسة سان فنسان في ميامي بالإسكندرية ووصل عدد الرهبان سنة 1998 إلى خمسة رهبان، وتخرج منهم الأنبا اسطفانوس الأول بطريرك الأقباط الكاثوليك السابق، والأنبا اسطفانوس الثاني غطاس البطريرك الحالي

### مدرسة مار يوسف في عينطورا (لبنان).
المقالة الرئيسية مدرسة مار يوسف - عينطورة
أنشأ الآباءُ اللعازاريّون أوَّلَ مدرسةٍ كاثوليكيَّةٍ قُدِّرَ لها أن تستقبلَ علمانيّينَ، في لبنانَ، في بلدةِ عينطورةَ، سنةَ 1834. بعدَها توالتِ المدارسُ، على يدِ اللعازاريّين في دمشقَ والإسكندريَّةَ في مصرَ.
كان الشرقُ يقع تحت الحكم العثمانيّ وكانَ المسيحيّونَ يُعتَبرونَ مواطنينَ منَ الدرجةِ الثانيةِ، ليسوا على درجة المسلمينَ. عندَ وصولِ الآباءِ اللعازاريّين إلى المنطقةِ 1783 عايَنوا بؤسَ الناسِ وفقرَهم، وقرّروا إنشاءَ المدارسِ لمساعدتِهم على استعادةِ كرامتِهم الإنسانيَّةِ. لذا كانَ الهدفُ الأوَّلُ مساعدةَ المسيحيّينَ، عبرَ التَّوجيهِ الإنسانيّ والدينيّ، على استعادةِ كرامتِهم الإنسانيَّةِ كأشخاصٍ، وكأبناءِ اللهِ.
وقد بادرتِ العائلاتُ المسلمةُ الراقيةُ منذُ السَّنواتِ الأولى لتأسيسِِ معهدِ عينطورةَ إلى إلحاقِ أولادِها بِهِ أوّلاً ثمَّ بمعاهدَ كاثوليكيَّةٍ أخرى تأسَّسَت لاحقاً. وبتأسيسِ معهدِ عينطورة شهدَ الشرقُ أوّلَ مدرسةٍ ثانويّةٍ تُدَرِّسُ اللغةَ الفرنسيّةَ.

### مدرستين في زغرتا و اهدن - طرابلس لبنان
رحب البطريرك الماروني إلياس الحويك بطلب أهالي إهدن - زغرتا وراهبات المحبة اللعازارية في طرابلس والمرسلين اللعازاريين . ة أعطى بالاتفاق مع وكلاء أوقاف إهدن - زغرتا العام 1903 راهبات المحبة اللعازاريات قطعتي أرض كبيرتين لبناء مدرستين الأولى في إهدن والأخرى في زغرتا.
وقد قامت رئاسة راهبات المحبة بطرابلس، بمعونة المرسلين اللعازريين ببناء دير ومدرسة في كل من إهدن وزغرتا، على الطراز الحديث، وداخل أسوار دير زغرتا، شيدت كنيسة على اسم العذراء مريم «سيدة الحبل بلا دنس».

## مشاهير عرب درسوا في مدارسها
- أديب اسحق (1856 - 1885م) أديب وصحفي وشاعر سوري من أصل أرمني.
- كمال جنبلاط (1917 - 1977م) هو زعيم الدروز اللبنانيين ومؤسس الحزب التقدمي الاشتراكي
- فريد جبر ( 1921 - 1993 م) هو مفكر وباحث لبناني.
- إبراهيم نجار(1941 م) محامٍ ورجل سياسي لبناني.وينتمي إلى طائفة الروم الارثوذكس.
- فرانسوا باسيل جينادري (1923م) عسكري وسياسي لبناني. هو حلبي الأصل. ولد في مدينة الأبيض في السودان سنة 1923، وأنهى الثانوية سنة 1940 في مدرسة عينطورة للآباء اللعازاريين، وحصل على الجنسية اللبنانية في العام ذاته.
- جواد سمعان بولس (1899 - 16 سبتمبر 1982) مؤرخ وسياسي لبناني.